# Westeuropäische Union
Die Westeuropäische Union (WEU; französisch Union de l’Europe occidentale, UEO) war ein kollektiver militärischer Beistandspakt, der am 23. Oktober 1954 von Frankreich, Großbritannien, Belgien, den Niederlanden, Luxemburg, der Bundesrepublik Deutschland und Italien gegründet wurde. Sie ging aus dem Brüsseler Pakt (auch Westunion) hervor, in dem bereits Frankreich, Großbritannien und die Benelux-Staaten Mitglied waren. Die Gründungsdokumente, die Pariser Verträge, traten am 5. Mai 1955 in Kraft.
Mittlerweile ist die WEU in der Gemeinsamen Sicherheits- und Verteidigungspolitik der Europäischen Union aufgegangen. Am 31. März 2010 teilte die Ratspräsidentschaft der WEU mit, dass die Organisation aufgelöst werde. Dies wurde bis Ende Juni 2011 vollzogen.

## Geschichte

### Gründung als Beistandspakt
Nach dem Scheitern der Europäischen Verteidigungsgemeinschaft 1954 wurde die WEU als kollektiver Beistandspakt der wichtigsten Länder in Westeuropa geschlossen. Insbesondere die britische Regierung verstärkte ihre Bemühungen, die von ihr bevorzugte Aufnahme der Bundesrepublik in die NATO voranzutreiben. Um auch das vor allem von Frankreich geforderte Element einer europäischen Organisation zu bewahren, besann man sich auf den Brüsseler Pakt von 1948. Dieser war zwischen Frankreich, Großbritannien und den Beneluxländern geschlossen worden, um direkt nach dem Zweiten Weltkrieg gleichermaßen einer möglichen sowjetischen Offensive wie auch einer erneuten Aggression Deutschlands entgegenzutreten. Gleichzeitig mit dem NATO-Beitritt wurden die Bundesrepublik und Italien auch in den nun in „Westeuropäische Union“ umbenannten Brüsseler Pakt aufgenommen.
Im Gegensatz zur nie zustande gekommenen Europäischen Verteidigungsgemeinschaft handelte es sich bei der WEU keineswegs um eine europäische Gemeinschaftsarmee. Im Prinzip erschöpfte sich ihre Funktion darin, den NATO-Beitritt der Bundesrepublik zu ermöglichen und damit die Besatzungszeit zu beenden. Damit wurde die Westeuropäische Union kurz nach ihrer Gründung schon wieder bedeutungslos, da die NATO ihre Aufgaben weitgehend übernahm.
Darüber hinaus war nur der Gründungsvertrag, in dem sich die Mitglieder zu gegenseitiger militärischer Hilfe verpflichteten, Obergrenzen für die jeweiligen Streitkräfte vereinbarten und Deutschland auf den Besitz von ABC- sowie anderer schwerer Waffen verzichtete, von Bedeutung. Zwar umfasste die WEU in dieser frühen Phase auch einen Ministerrat und ein parlamentarisches Gremium zu dessen Kontrolle, praktische Aufgaben kamen letztendlich jedoch nur dem Amt für Rüstungskontrolle, das die Einhaltung der Rüstungsbeschränkungen überwachte, und dem Ständigen Rüstungsausschuss zu, in dessen Zuständigkeitsbereich die technische Angleichung der Waffensysteme der Mitgliedsstaaten lag.

### Verbleiben in der Bedeutungslosigkeit
Von einem direkten Einfluss auf die Streitkräfte der Mitgliedsstaaten oder auf die strategische Planung der europäischen Verteidigung konnte keine Rede sein. Diese Aufgaben blieben der NATO vorbehalten. Verpflichtungen, die europäische Integration auch auf kultureller und sozialer Ebene zu fördern, wurden nie umgesetzt, und auch der bloße Anspruch auf diese Aufgaben wurde schon 1960 an den Europarat abgegeben. Eine bedeutendere Rolle sollte der WEU als Garantieinstanz für die geplante Kompromisslösung für den Status des Saarlandes zukommen. Als diese Regelung noch 1955 an der Volksabstimmung scheiterte, kam es auch nicht zu dieser Funktion.
Ab 1963 diente die WEU auch als Kontaktorgan zwischen der EWG und Großbritannien.
Während des Kalten Krieges gelang es der WEU nicht, neben den mächtigen und wesentlich handlungsfähigeren Instanzen NATO und EG eine wahrnehmbare politische Bedeutung zu erlangen, trotz Frankreichs Rückzug aus den Kommandostrukturen der NATO im Jahr 1966. Der Grund für diese geringe Bedeutung lag darin, dass spätestens nach dem Beitritt Großbritanniens 1973 allen WEU-Mitgliedern die EG als Kommunikationsforum mit größeren politischen Spielräumen zur Verfügung stand. Lediglich als eine Art spezieller Interessenverband europäischer NATO-Mitglieder kam die WEU gelegentlich zum Einsatz. Außerdem kam der WEU praktisch keine Bedeutung bei der strategischen Verteidigungsplanung zu. Sie befasste sich nur mit der Rüstungskontrolle in den Mitgliedsstaaten. Da diese Staaten aber ohnehin einem Bündnis angehörten und einem gemeinsamen Gegner gegenüberstanden, fanden auf diesem Gebiet kaum politische Gestaltung, geschweige denn Auseinandersetzungen statt.

### Versuch der Reaktivierung
Nachdem die WEU in den 1960er und 70er Jahren mehr oder weniger untätig geblieben war, wurde sie in den 1980er Jahren reaktiviert. Die Europäer fühlten sich von der beginnenden Annäherung der Supermächte ausgeschlossen und beschlossen, die WEU zur Artikulation ihrer Interessen zu nutzen. Seit der zweiten Hälfte der 1980er Jahre versuchte man mit der Europäischen Politischen Zusammenarbeit (EPZ) dieses Politikfeld verstärkt in die europäische Integration einzubeziehen. Zudem traten 1989 Portugal und Spanien der WEU bei. Die strukturellen Voraussetzungen für Aktionen der WEU wurden allerdings erst Anfang der 1990er erfüllt, als sich durch die politische Wende in den Staaten Osteuropas auch die militärischen Bedingungen grundlegend gewandelt hatten. Die EPZ floss in dem 1992 ausgehandelten Maastrichter Vertrag in die Gemeinsame Außen- und Sicherheitspolitik ein.
Obwohl sich auch die Mitgliedschaften in beiden Organisationen nicht exakt überschnitten, nahm der Ministerrat der WEU ab 1990 weitestgehend die Aufgabe eines Verteidigungsministerrats der EU ein. Die WEU wirkte als ein Sprachrohr der Sicherheitsinteressen der EG, wurde jedoch weiterhin nicht aktiv tätig. Verlautbarungen zu Krisen, wie beispielsweise im Fall des Zweiten Golfkriegs oder der Jugoslawienkriege, enthielten meist nur grobe Stellungnahmen oder allgemeine Handlungsaufforderungen. Konkrete Aktionen blieben den einzelnen Staaten vorbehalten. Die WEU-Gremien dienten lediglich der Abstimmung dieser Operationen (beispielsweise Operation Südflanke 1991) zwischen den Staaten.
Eine Neudefinierung der Aufgaben der WEU erfolgte 1992 mit der Definition der Petersberg-Aufgaben durch den Ministerrat. Die WEU wurde „als Verteidigungskomponente der EU und als Instrument zur Stärkung des europäischen Pfeilers der Atlantischen Allianz“ genau zwischen den beiden Institutionen EU und NATO angesiedelt. Die militärischen Aufgaben der einzelnen Mitgliedstaaten wurden neu überdacht und auf humanitäre Aufgaben, Kampfeinsätze in Krisengebieten und friedensschaffende sowie -erzwingende Einsätze ausgeweitet. Im Rahmen der geforderten „Stärkung der operativen Rolle der WEU“ sollten multinationale Truppen aber in Zukunft auch unter direktem WEU-Kommando eingesetzt werden können. Mitgliedstaaten wurden dazu aufgefordert, Truppenteile verbindlich für solche WEU-Verbände zur Verfügung zu stellen.
Die sogenannten Forces Answerable to WEU (FAWEU) waren beispielsweise die Multinational Division Central oder die European Operational Rapid Force (Eurofor). Auch der sicherheitspolitische Dialog zu den ehemals kommunistischen Staaten in Osteuropa sollte auf der Basis von Konsultationen, Einladungen zu Tagungen von WEU-Gremien und Veranstaltungen des WEU-Instituts für Sicherheitsstudien intensiviert werden.
Durch Zuweisung von multinationalen Verbänden für eventuelle WEU-Operationen versuchten die beteiligten Staaten seitdem offiziell, die Petersberger Beschlüsse umzusetzen. Zum Aufbau einer eigenen Kommandostruktur oder gar Militäraktionen unter direktem WEU-Kommando kam es jedoch nicht. Unternehmungen wie die Kontrolle der südlichen Adria aufgrund des Wirtschafts- und Waffenembargos gegen Jugoslawien (Operation Sharp Guard) oder die Unterstützung von Polizeiaktionen in Albanien und Jugoslawien stellten de facto Unterstützungen von NATO-Aktionen durch Einzelstaaten dar, für die die WEU lediglich als Abstimmungsgremium diente. 1993 erfolgte die Verlegung des Rates und des Generalsekretariats der WEU nach Brüssel, wodurch die geforderte stärkere Bindung an EU und NATO auch räumlich verankert wurde. Einen weiteren Schwerpunkt der WEU-Arbeit in den 1990ern stellte der Aufbau eines europäischen Satellitenaufklärungssystems dar.
Im November 1996 wurde die Westeuropäische Rüstungsorganisation (WEAO) zur Rüstungszusammenarbeit im Bereich Forschung und Technik der WEU-Staaten gegründet. Es war geplant, die WEAO mit umfassenden Aufgaben zur Europäischen Rüstungsagentur (EAA) auszubauen.

### Versuchte Integration in die EU
Im Vertrag von Amsterdam 1997 rückte die WEU stärker an die EU heran, indem sie als zukünftige Sicherheitskomponente der Europäischen Union bezeichnet wurde. Außerdem erhielt der Europäische Rat Richtlinienkompetenzen gegenüber der WEU. Allerdings erfolgte keine konkrete Zuweisung von Aufgaben und Zielen, um diese Rolle ausfüllen zu können. Auf dem WEU-Ministertreffen am 17. und 18. November 1997 in Erfurt wurde eine engere bi- und multilaterale Rüstungskooperation und die Schaffung eines Militärausschusses beschlossen.
Die im Vorfeld des Amsterdamer EU-Gipfels versuchte Integration der WEU in die EU wurde von Großbritannien abgelehnt. Es setzte sich der schon ältere Streit der beiden Pole Großbritannien (europäischer Pfeiler in der NATO) und Frankreich (eigenständige europäische Verteidigung) fort. Zur Kehrtwende kam es erst 1998, als Großbritannien beim französisch-britischen Gipfel in St. Malo dem Aufbau einer europäischen Verteidigung zustimmte. Hier begann die wirkliche Integration der WEU in die EU und somit die Gemeinsame Sicherheits- und Verteidigungspolitik der EU.
Seit der Deklaration von Marseille vom 13. November 2000 existierte die WEU nur noch auf dem Papier. Der Rat der WEU war seitdem nicht mehr zusammengetreten. Einzig die Beistandsverpflichtung nach Artikel V und die Parlamentarische Versammlung der WEU nach Artikel IX waren weiterhin anzuwenden. Die Aufgaben der WEU wurden fast vollständig von der Europäischen Union übernommen.
Daher wurde durch den Vertrag von Nizza der Bezug auf die WEU aus den EU-Verträgen entfernt. Im Rahmen des Vertrages von Lissabon wurden die letzten Funktionen der WEU (u. a. Planungskapazitäten sowie das Forschungs- und das Satellitenzentrum) auf die EU übertragen.

### Ende
Am 31. März 2010 teilte die Ratspräsidentschaft der WEU mit, dass die Organisation aufgelöst werde. Laut dem belgischen Außenminister Steven Vanackere sollte ihre vollständige Abwicklung bis Ende Juni 2011 abgeschlossen werden.
Vom 15. bis 17. Juni 2011 fand die Europäische Versammlung für Sicherheit und Verteidigung/Versammlung der Westeuropäischen Union als 58. Vollversammlung in Paris statt. Schwerpunkte der Beratungen waren die Entwicklung der Gemeinsamen Sicherheits- und Verteidigungspolitik (GSVP), die bevorstehende Auflösung der Europäischen Versammlung für Sicherheit und Verteidigung sowie der Westeuropäischen Union (WEU V) sowie die politische Lage auf dem westlichen Balkan, in Iran, im Nahen Osten und in Afghanistan. Des Weiteren befasste sich die Versammlung mit der europäischen Verteidigungszusammenarbeit, der Entwicklung von satellitengestützten Frühwarnsystemen und der medizinischen Kooperation der europäischen Streitkräfte.

## Zeitliche Einordnung
| Unterz. In Kraft Vertrag                    | 1948 Brüsseler Pakt                                               | 1951 1952 Paris                                                   | 1954 1955 Pariser Verträge                      | 1957 1958 Rom                                       | 1965 1967 Fusions- vertrag                          | 1986 1987 Einheitliche Europäische Akte | 1992 1993 Maastricht     | 1992 1993 Maastricht          | 1997 1999 Amsterdam           | 2001 2003 Nizza        | 2001 2003 Nizza | 2007 2009 Lissabon |  |  |  |  |  |  |  |  |  |
|                                             |                                                                   |                                                                   |                                                 |                                                     |                                                     |                                         |                          |                               |                               |                        |                 |                    |  |  |  |  |  |  |  |  |  |
| Europäische Gemeinschaften                  | Europäische Gemeinschaften                                        | Drei Säulen der Europäischen Union                                | Drei Säulen der Europäischen Union              | Drei Säulen der Europäischen Union                  | Drei Säulen der Europäischen Union                  | Drei Säulen der Europäischen Union      |                          |                               |                               |                        |                 |                    |  |  |  |  |  |  |  |  |  |
|                                             | Europäische Atomgemeinschaft (Euratom)                            | Europäische Atomgemeinschaft (Euratom)                            | →                                               |                                                     |                                                     |                                         | ←                        |                               |                               |                        |                 |                    |  |  |  |  |  |  |  |  |  |
|                                             |                                                                   |                                                                   | →                                               | Europäische Gemeinschaft für Kohle und Stahl (EGKS) | Europäische Gemeinschaft für Kohle und Stahl (EGKS) | Vertrag 2002 ausgelaufen                | Vertrag 2002 ausgelaufen |                               | Europäische Union (EU)        | Europäische Union (EU) |                 |                    |  |  |  |  |  |  |  |  |  |
|                                             |                                                                   |                                                                   | →                                               | Europäische Wirtschaftsgemeinschaft (EWG)           | Europäische Wirtschaftsgemeinschaft (EWG)           |                                         | ←                        | Europäische Gemeinschaft (EG) | Europäische Gemeinschaft (EG) | Europäische Union (EU) |                 |                    |  |  |  |  |  |  |  |  |  |
|                                             |                                                                   |                                                                   | →                                               | Justiz und Inneres (JI)                             |                                                     |                                         | ←                        | Europäische Gemeinschaft (EG) | Europäische Gemeinschaft (EG) | Europäische Union (EU) |                 |                    |  |  |  |  |  |  |  |  |  |
|                                             | Polizeiliche und justizielle Zusammenarbeit in Strafsachen (PJZS) | Polizeiliche und justizielle Zusammenarbeit in Strafsachen (PJZS) | →                                               | Justiz und Inneres (JI)                             | ←                                                   |                                         |                          |                               |                               | Europäische Union (EU) |                 |                    |  |  |  |  |  |  |  |  |  |
| Europäische Politische Zusammenarbeit (EPZ) | →                                                                 | Gemeinsame Außen- und Sicherheitspolitik (GASP)                   | Gemeinsame Außen- und Sicherheitspolitik (GASP) | Gemeinsame Außen- und Sicherheitspolitik (GASP)     | ←                                                   |                                         |                          |                               |                               | Europäische Union (EU) |                 |                    |  |  |  |  |  |  |  |  |  |
| Westunion (WU)                              | Westunion (WU)                                                    | Westeuropäische Union (WEU)                                       | Westeuropäische Union (WEU)                     | Westeuropäische Union (WEU)                         | Westeuropäische Union (WEU)                         |                                         |                          |                               |                               | Europäische Union (EU) |                 |                    |  |  |  |  |  |  |  |  |  |
| Westunion (WU)                              | Westunion (WU)                                                    | Westeuropäische Union (WEU)                                       | Westeuropäische Union (WEU)                     | Westeuropäische Union (WEU)                         | Westeuropäische Union (WEU)                         | aufgelöst zum 1. Juli 2011              |                          |                               |                               |                        |                 |                    |  |  |  |  |  |  |  |  |  |
|                                             |                                                                   |                                                                   |                                                 |                                                     |                                                     |                                         |                          |                               |                               |                        |                 |                    |  |  |  |  |  |  |  |  |  |

## Mitglieder
Mitgliedstaaten der WEU waren folgende Staaten, die gleichzeitig der NATO und der EU angehören:
- Belgien (1954)
- Deutschland (1954)
- Frankreich (1954)
- Griechenland (1995)
- Italien (1954)
- Luxemburg (1954)
- Niederlande (1954)
- Portugal (1990)
- Spanien (1990)
- Vereinigtes Königreich (1954).

Dänemark trat der WEU nie bei. Auch die nach 2001 der EU beigetretenen Staaten traten der zu diesem Zeitpunkt de facto bereits aufgelösten WEU nicht mehr bei.
Assoziierte Mitgliedstaaten der WEU mussten NATO-Mitglieder sein. Hierzu gehörten:
- Island
- Norwegen
- Polen (1999)
- Tschechien (1999)
- Türkei (1992)
- Ungarn (1999)

Beobachterstaaten der WEU waren EU-Mitgliedstaaten, die keine Vollmitglieder sein konnten oder wollten. Meist waren sie neutral oder nicht paktgebunden, so etwa:
- Dänemark, trotz NATO-Mitgliedschaft
- Finnland (1995)
- Irland
- Österreich (1995)
- Schweden (1995)

Assoziierte Partnerstaaten der WEU waren Staaten, die mit der EU ein Europaabkommen abgeschlossen hatten. Dies waren:
- Bulgarien
- Estland
- Lettland
- Litauen
- Rumänien
- Slowakei
- Slowenien (1996)

## Generalsekretäre
Die WEU verfügte über einen von den Staats- und Regierungschefs ernannten Generalsekretär. Dieser stand der Organisation vor, leitete ihre Verwaltung und war für die Umsetzung ihrer Ziele verantwortlich. Im Jahr 1999 einigte sich der Europäische Rat darauf, das Amt des Generalsekretärs mit dem des Hohen Vertreters für Außen- und Sicherheitspolitik der Europäischen Union zu verbinden, wodurch Javier Solana die Leitung der WEU übernahm. Nach Inkrafttreten des Vertrags von Lissabon übernahm allerdings nicht seine Nachfolgerin als Hohe Beauftragte, Catherine Ashton, auch dieses Amt. Stattdessen wurde ein kommissarischer Generalsekretär berufen.
| Name                        | Land        | Amtszeit  |
| --------------------------- | ----------- | --------- |
| Louis Goffin                | Belgien     | 1955–1962 |
| Maurice Iweins d’Eeckhoutte | Belgien     | 1962–1970 |
| Georges Heisbourg           | Luxemburg   | 1971–1974 |
| Friedrich-Karl von Plehwe   | Deutschland | 1974–1977 |
| Edouard Longerstaey         | Belgien     | 1977–1985 |
| Alfred Cahen                | Belgien     | 1985–1989 |
| Wim van Eekelen             | Niederlande | 1989–1994 |
| José Cutileiro              | Portugal    | 1994–1999 |
| Javier Solana               | Spanien     | 1999–2009 |
| Arnaud Jacomet              | Frankreich  | 2009–2010 |

## Tagungen des Ministerrates der WEU (Auswahl)
Der Ministerrat der WEU bestand ab 1992 aus den Außen- wie auch den Verteidigungsministern der Mitgliedstaaten.
- 20. November 1992 in Rom
- 14. November 1995 in Madrid
- 19. November 1996 in Ostende
- 13. Mai 1997 in Paris
- 18. November 1997 in Erfurt